# 야다 유스케
야다 유스케(일본어: 谷田 悠介, 1983년 9월 22일 ~ )는 일본의 전 축구 선수이다.

## 구단 경력
과거 카탈레 도야마, 사간 도스에서 활동하였다.